# Терлецкие пруды
Терле́цкие пруды — каскад искусственных водоёмов в бассейне реки Серебрянки в районе Ивановское Восточного административного округа города Москвы. Состоит из пяти прудов — Северного, Восточного, Юго-Восточного, Юго-Западного и Западного. Водоёмы расположены на территории Терлецкого лесопарка на Чёрном ручье. Каскад является памятником природы, вместе с лесопарком входит в состав природно-исторического парка «Измайлово» и является особо охраняемой природной территорией.

## Этимология
Терлецкие пруды получили своё название в честь Александра Ивановича Торлецкого, которому с конца XIX — по начало XX века принадлежала усадьба Гиреево с прилегающей территорией. Также водоёмы называют в соответствии с тем, как они расположены — Северный, Восточный, Юго-Восточный, Юго-Западный и Западный. В книге Юрия Андреевича Насимовича «Реки, озёра и пруды Москвы» они имеют наименования — Нижний, Верхний, Трапециевидный, Сапожок и Утиный. На современных картах пруды названы Ольховый, Купальный, Восточный, Западный и Утиный.

## Описание

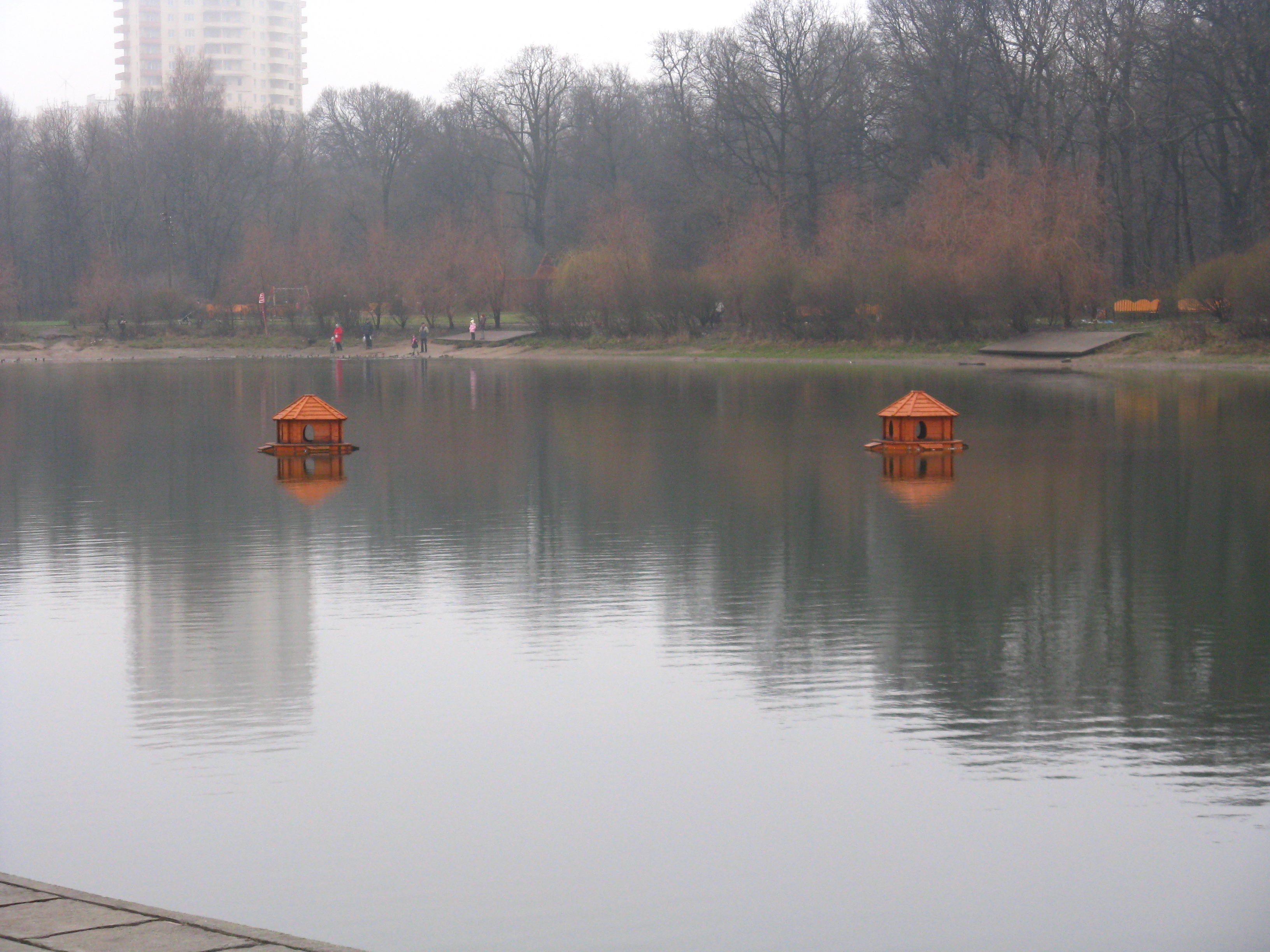
Кормушки для птиц, 2009 год

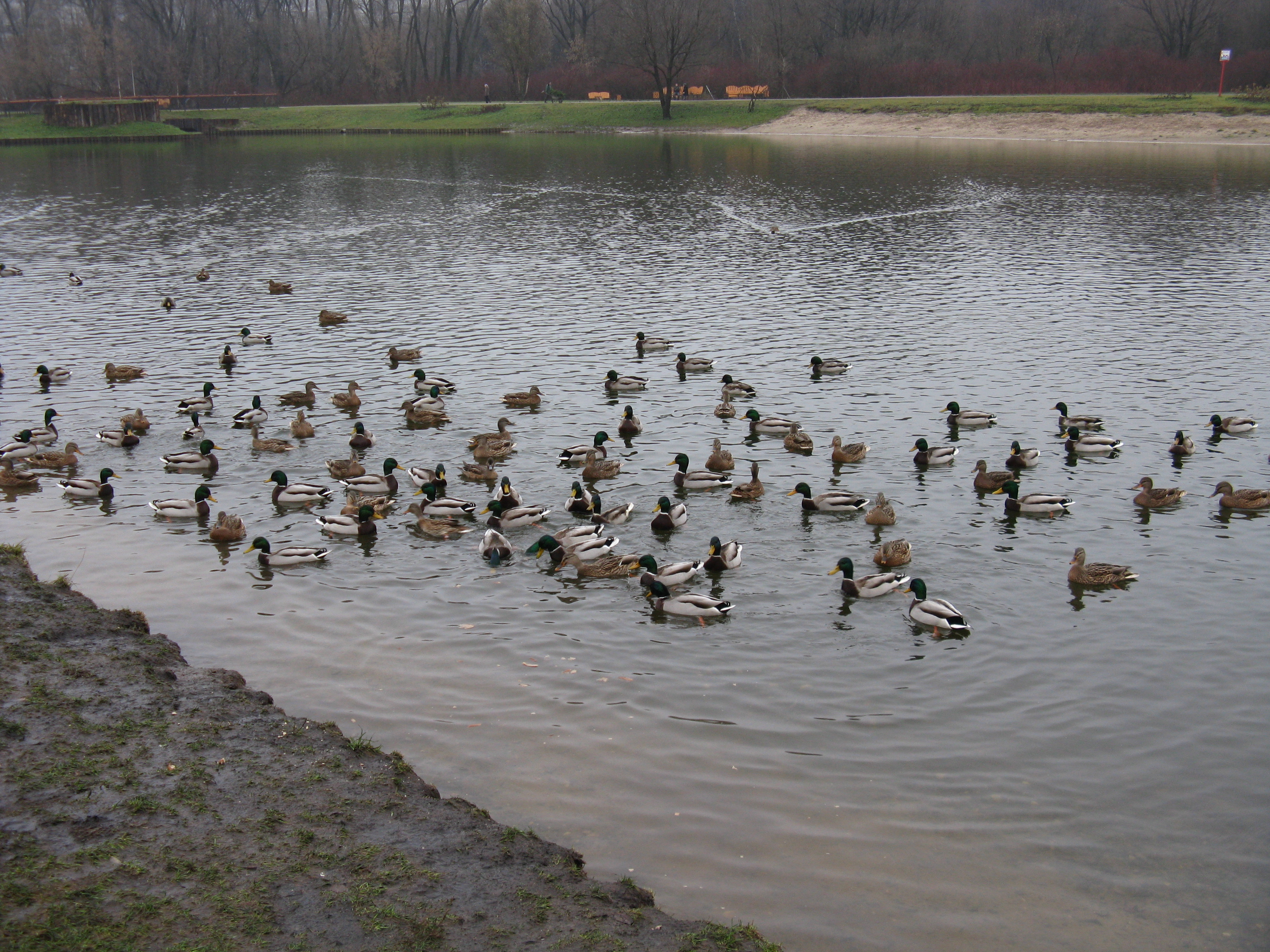
Утки на Терлецком пруду, 2009 год

Общая площадь каскада составляет 11,6 га, средняя глубина — 2 метра. Питание осуществляется за счёт грунтовых и поверхностных вод, частично — из городского водопровода. Летом в окрестностях встречаются водоплавающие птицы: утки и нырки, кряквы, гоголи, чирки-свистунки, хохлатые чернети.

### Северный Терлецкий пруд
Пруд также называется Нижний и Ольховый, находится на севере лесопарка. Его площадь составляет 2 гектара, длина 310 метров, ширина — до 100 метров. Долгое время был спущен, но после восстановительных работ 2007 года снова залит водой. Окружён болотами, берега естественные, открытые. Слив воды происходит по восточной и северной стороне водоёма в Чёрный ручей.

### Восточный Терлецкий пруд
Он же Верхний или Купальный пруд — самый крупный водоём комплекса. Вытянут на 425 метров в западном направлении. Его ширина доходит до 75 метров, площадь — 3,5 гектара. Имеет залив размером 100×45 метров и узкий полуостров длиной 75 метров. Берега водоёма естественные, открытые.

### Юго-Восточный Терлецкий пруд
Трапециевидный пруд на современных картах имеет название Восточный Терлецкий. Его площадь составляет 2 гектара, основания — 160 и 80 метров, высота — 165 метров. Берега водоёма низкие, южный — естественный, остальные укреплены бетоном. В северо-западной стороне находится остров размерами 20×14 метров.

### Юго-Западный Терлецкий пруд
Второе название водоёма — Сапожок. Он находится в южной части лесопарка, по форме напоминает сапог. Площадь водоёма — 2 га, длина — 200 метров, ширина — до 145 метров. На северном и восточном берегу расположена дамба, укреплённая бетонной стенкой высотой 1 метр. На южной стороне проходит временный водоток, на северной оборудован слив.

### Западный Терлецкий пруд
Утиный пруд расположен в западной половине Терлецкого лесопарка на левом притоке Чёрного ручья. Его площадь составляет 0,7 гектара, длина — 120 метров, ширина — 50 метров. Водоём имеет овально-изогнутую форму, берега естественные, заболоченные.

## История
Пруды были созданы на реке Серебрянке в XVIII—XIX веках, в то время, когда усадьбой Гиреево владел Дмитрий Емельянович Столыпин. Работы по устройству водоёмов начались в 1793 году. Копали водоёмы пленные турки, захваченные Петром Румянцевым и Александром Суворовым в ходе Русско-турецкой войны.
В 1852 году усадьба и прилегающие земли перешли во владение Торлецких. Последний владелец усадьбы — Александр Иванович — часто бывал за границей. Его впечатлило чистое озеро Мюггельзе, аналог которого он хотел воссоздать в своей усадьбе. Но в отличие от немецкого озера, вода в Терлецких прудах всегда была мутной. Для её очистки создали систему сбора и фильтрации ливневых вод, водоёмы заселили рогозом и различными земноводными. Экологический баланс каскада был установлен к 1910 году, вода в прудах стала прозрачной. После революции 1917 года экология прудов была снова нарушена. В 1970 году перестала функционировать система очистки воды.

## Современность
В 2006—2007 и 2009 годах в Терлецкой дубраве были проведены восстановительные работы: территорию лесопарка с прудами очистили, создали пляж.
В 2017 году начались работы по обустройству водоёмов и прибрежной территории: планируется создать площадку для пляжного волейбола, теннисный корт, обустроить пляж с лодочной станцией и пункты проката спортинвентаря.
На прибрежной территории расположены зоны летнего отдыха, действует лодочная станция, обустроены детские и спортивные площадки, футбольное поле, песочницы и скамейки. Купание официально запрещено. Зимой на Терлецких прудах организуют проруби для крещенских купаний.